# Robert C. Giffen

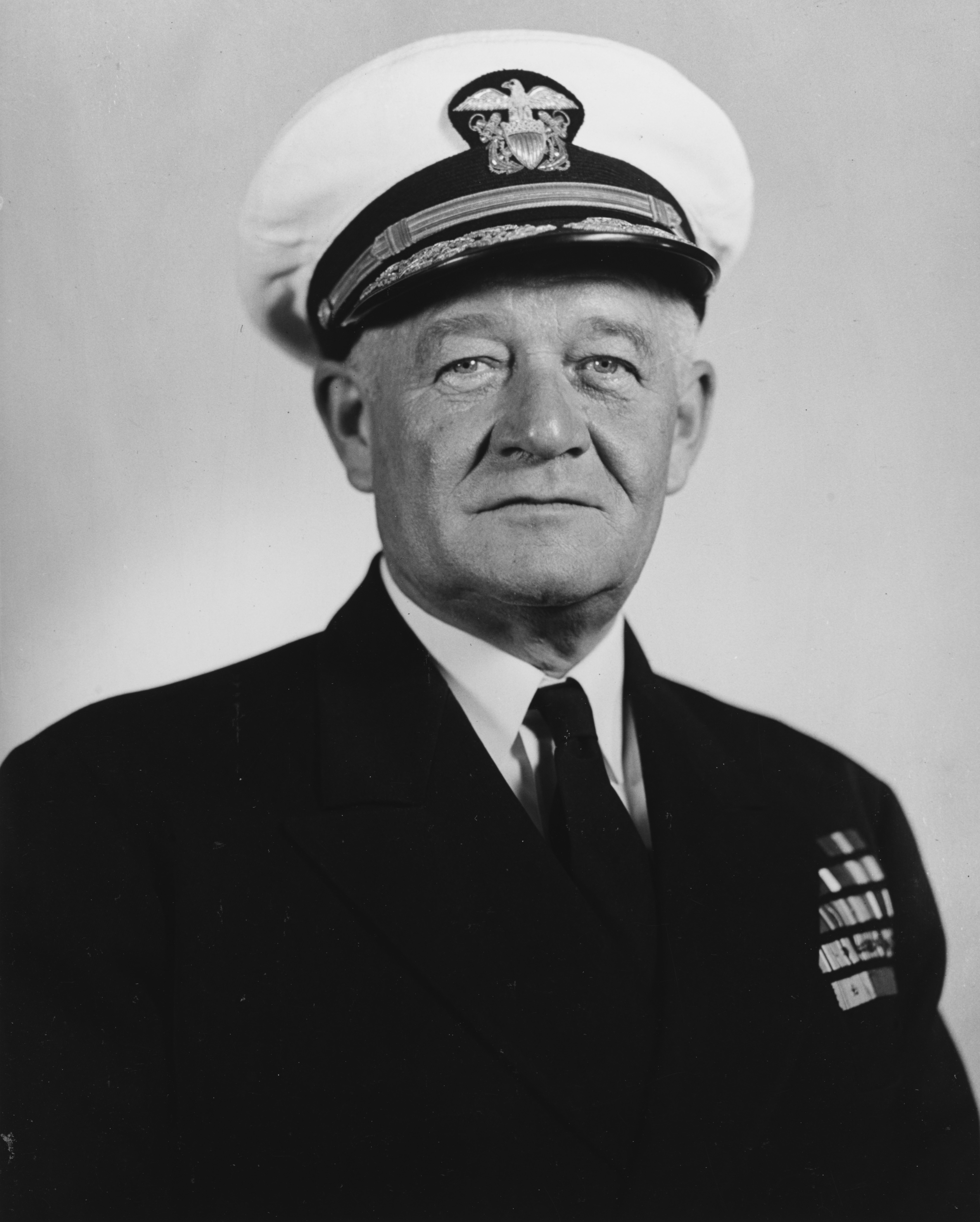
Porträt Giffens (1950)

Robert Carlisle Giffen (* 29. Juni 1886 in West Chester, Pennsylvania; † 10. Dezember 1962 in Annapolis, Maryland) war ein Vizeadmiral der United States Navy.

## Biografie
Robert Carlisle Giffen wurde am 29. Juni 1886 in West Chester, Pennsylvania, geboren. Er besuchte die University of Notre Dame in South Bend, Indiana, bevor er 1903 in die United States Naval Academy aufgenommen wurde. Midshipman Giffen schloss die Academy 1907 ab und wurde auf das Schlachtschiff USS Virginia versetzt. Er nahm an der Weltumrundung der Great White Fleet zwischen 1907 und 1909 teil. Während der nächsten vier Jahre diente Giffen auf verschiedenen Schiffen der US-Marine und nahm an den jährlichen Schießwettbewerben teil. Zwischen 1913 und 1915 war er als Lieutenant (Junior Grade) im Washington Navy Yard stationiert, anschließend wurde er auf den Zerstörer USS Wainwright versetzt.
Zum Lieutenant Commander befördert, kommandierte Giffen von 1917 bis Mitte 1918 den Zerstörer Trippe als Teil der britischen Grand Fleet in der Nordsee. Sein nächstes Schiff war die Schley, die von Gibraltar aus im Mittelmeer operierte. Im August 1919 wurde Giffen nach San Francisco versetzt. Nach einer Zeit als Ausbilder in der Naval Academy und in Keyport, Washington folgte der Befehl über den Kreuzer Huron und das Kanonenboot Sacramento. Zwischen 1934 und 1937 war er erneut Ausbilder in Annapolis, anschließend kommandierte er bis 1940 den Leichten Kreuzer Savannah.
Giffen besuchte 1940 das Naval War College und verbrachte mehrere Monate als Berater des Chief of Naval Operations in Washington, D.C. Zum Konteradmiral befördert, übernahm Giffen im März 1941 das Kommando über eine Kreuzerdivision, die an den Neutralitätspatrouillen im Nordatlantik teilnahmen. Nach dem Kriegseintritt der Vereinigten Staaten eskortierte der Verband Versorgungskonvois über den Atlantik. Hierbei arbeitete Giffen eng mit Sir John Tovey, dem Befehlshaber der britischen Home Fleet zusammen. Im November 1942 unterstützte Giffens Verband die Landung in Nordafrika, seine Schiffe nahmen auch französische Einheiten vor Casablanca unter Feuer.
1943 und 1944 kommandierte Giffen Schlachtschiff- und Kreuzerverbände im Pazifik, er nahm an den späteren Gefechten um Guadalcanal sowie den Schlachten um die Gilbert- und Marshallinseln. Im Mai 1944 wurde Giffen zum Vizeadmiral befördert und wurde Befehlshaber des 10. Marinedistrikts in der Karibik. Ab August 1945 war er Oberbefehlshaber aller Versorgungseinheiten der Atlantikflotte. Anfang September 1946 zog sich Vizeadmiral Robert C. Giffen aus dem aktiven Dienst zurück. Er starb am 10. Dezember 1962 in Annapolis, Maryland.